# Battaglia di Zusmarshausen
La battaglia di Zusmarshausen fu combattuta il 17 maggio 1648 (secondo il calendario giuliano, 7 maggio) nell'ambito della fase francese della guerra dei trent'anni tra le truppe franco-svedesi e le forze imperiali e bavaresi. Fu l'episodio culminante dell'ultima campagna della guerra, che vide le forze combinate franco-svedesi, agli ordini del visconte di Turenne e del generale svedese Carl Gustaf Wrangel, scontrarsi con quelle imperiali del feldmaresciallo Raimondo Montecuccoli e dei generali Jost Maximilian von Gronsfeld e Peter Melander von Holzappel (Impero) avanzare in Baviera. Le forze avversarie si scontrarono a Zusmarshausen, vicino ad Augusta; le truppe imperiali furono battute, il che permise l'occupazione della Baviera. Poco tempo dopo il conflitto terminò con la firma della Pace di Vestfalia.